# Agrilus businskorum
Agrilus businskorum (лат.) — вид узкотелых жуков-златок. Таксон назван в честь коллег Бусинских (Mr. and Mrs. Businský), коллекторов типовой серии.

## Распространение
Китай.

## Описание
Длина узкого тела взрослых насекомых (имаго) 4 мм. Отличаются двуцветной окраской с преобладанием зелёного, крупными глазами, угловатыми боками пронотума, широчайшим  в середине; широкими вершинами надкрылий. Близок к виду Agrilus gussakovskiji A. Alexeev, 1981. Переднегрудь с воротничком. Боковой край переднеспинки цельный, гладкий. Глаза крупные, почти соприкасаются с переднеспинкой. Личинки предположительно развиваются на различных лиственных деревьях. Встречены в июне на высотах от 800 до 1200 м. Вид был впервые описан в ходе ревизии, проведённой в 2011 году канадскими колеоптерологами Эдвардом Йендеком (Eduard Jendek) и Василием Гребенниковым (Оттава, Канада).